# Wilma van den Berg
Wilhelmina Catharina Maria Martina « Wilma » van Gool-van den Berg  (né le 11 août 1947 à Uden) est une athlète néerlandaise spécialiste du sprint. Son club était le De Keijen ; elle mesurait 1,65 m pour 59 kg.

## Biographie
Elle se classe quatrième du relais 4 × 100 mètres des Jeux olympiques de 1968, à Mexico, en compagnie de Mieke Sterk, Truus Hennipman et Corrie Bakker. Lors des séries, l'équipe néerlandaise avait égalé le record du monde en 43 s 4.

### Palmarès
| Date | Compétition                    | Lieu    | Résultat | Épreuve    | Performance |
| ---- | ------------------------------ | ------- | -------- | ---------- | ----------- |
| 1968 | Jeux olympiques d'été          | Mexico  | 4e       | 4 x 100 m  | 43 s 4      |
| 1969 | Championnats d'Europe          | Athènes | 2e       | 100 mètres | 11 s 7      |
| 1969 | Championnats d'Europe          | Athènes | 4e       | 200 mètres | 23 s 5      |
| 1970 | Championnats d'Europe en salle | Vienne  | 3e       | 60 mètres  | 7 s 5       |
| 1970 | Universiade d'été              | Turin   | 2e       | 100 mètres | 11 s 6      |
| 1970 | Universiade d'été              | Turin   | 3e       | 200 mètres | 23 s 5      |

### Records
| Épreuve    | Performance | Lieu | Date |
| ---------- | ----------- | ---- | ---- |
| 100 mètres | 11 s 1      |      | 1972 |
| 200 mètres | 23 s 22     |      | 1972 |